# 香港国際空港新交通システム
香港国際空港新交通システム（ホンコンこくさいくうこうしんこうつうシステム、香港國際機場旅客捷運系統、The Hong Kong International Airport Automated People Mover）は、香港国際空港内の旅客移動手段として用いられる案内軌条式鉄道である。

## 路線

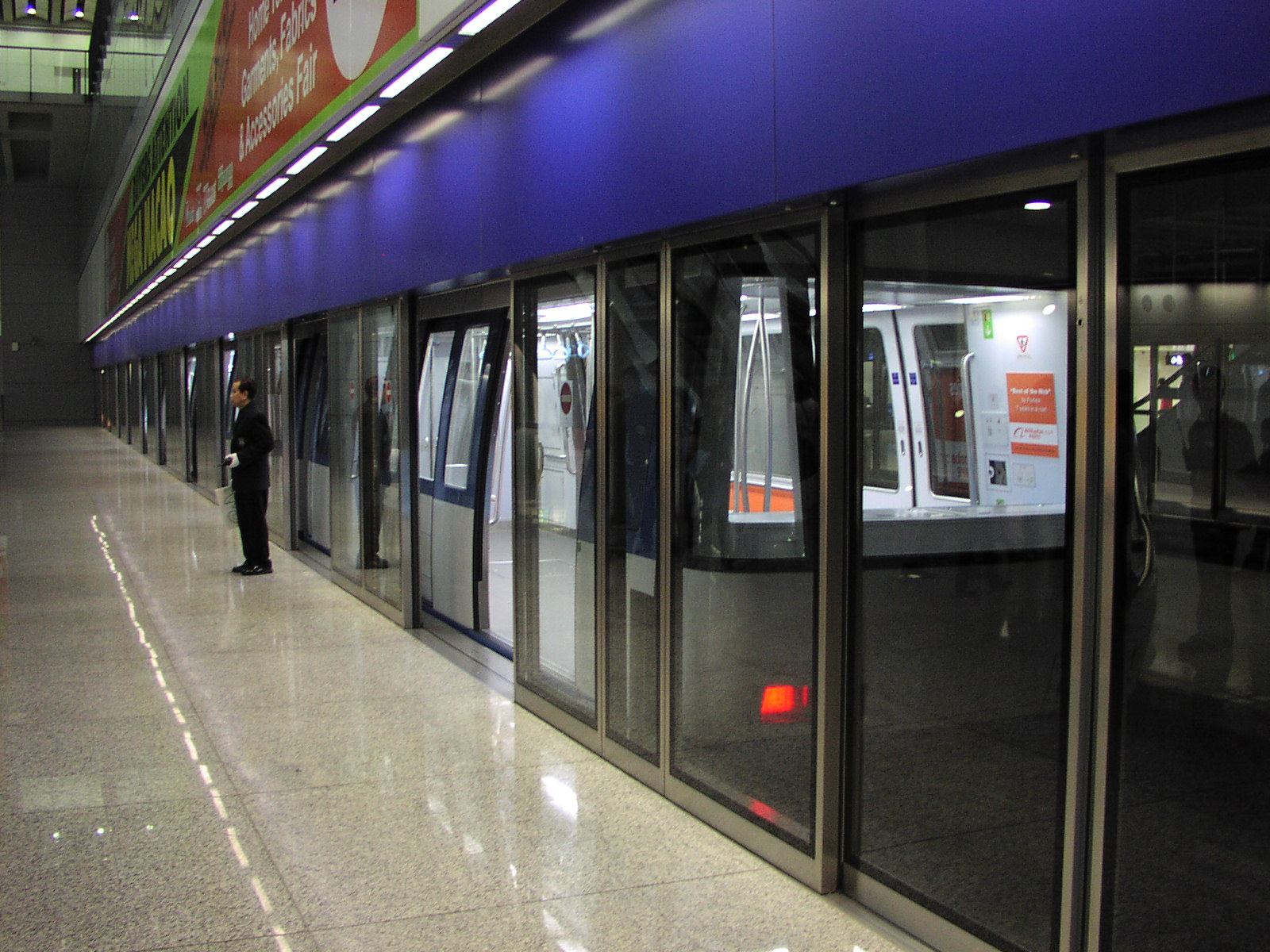
新交通システムの車両とホーム

新交通システムは路線が二期に分けられる。第一期は第一ターミナル内の西大堂駅と東大堂駅を結ぶ路線で全線複線（距離：750メートル）で、1998年7月6日香港国際空港開港から営業している。第二期は2007年に営業していた第二ターミナル駅と第一ターミナル内の東大堂駅を結ぶ路線（距離：1180メートル）で、全線単線で第二ターミナル駅から東大堂駅への片方向（距離：430メートル）しか搭乗できない。2010年スカイピアーが空港の隣に営業し、第二期路線は第二ターミナル駅からフェリーターミナル駅に延びた。

## 運賃と乗客
運賃は無料である。ゲートエリアにあるので、航空便乗客のみ利用できる。

## 車両

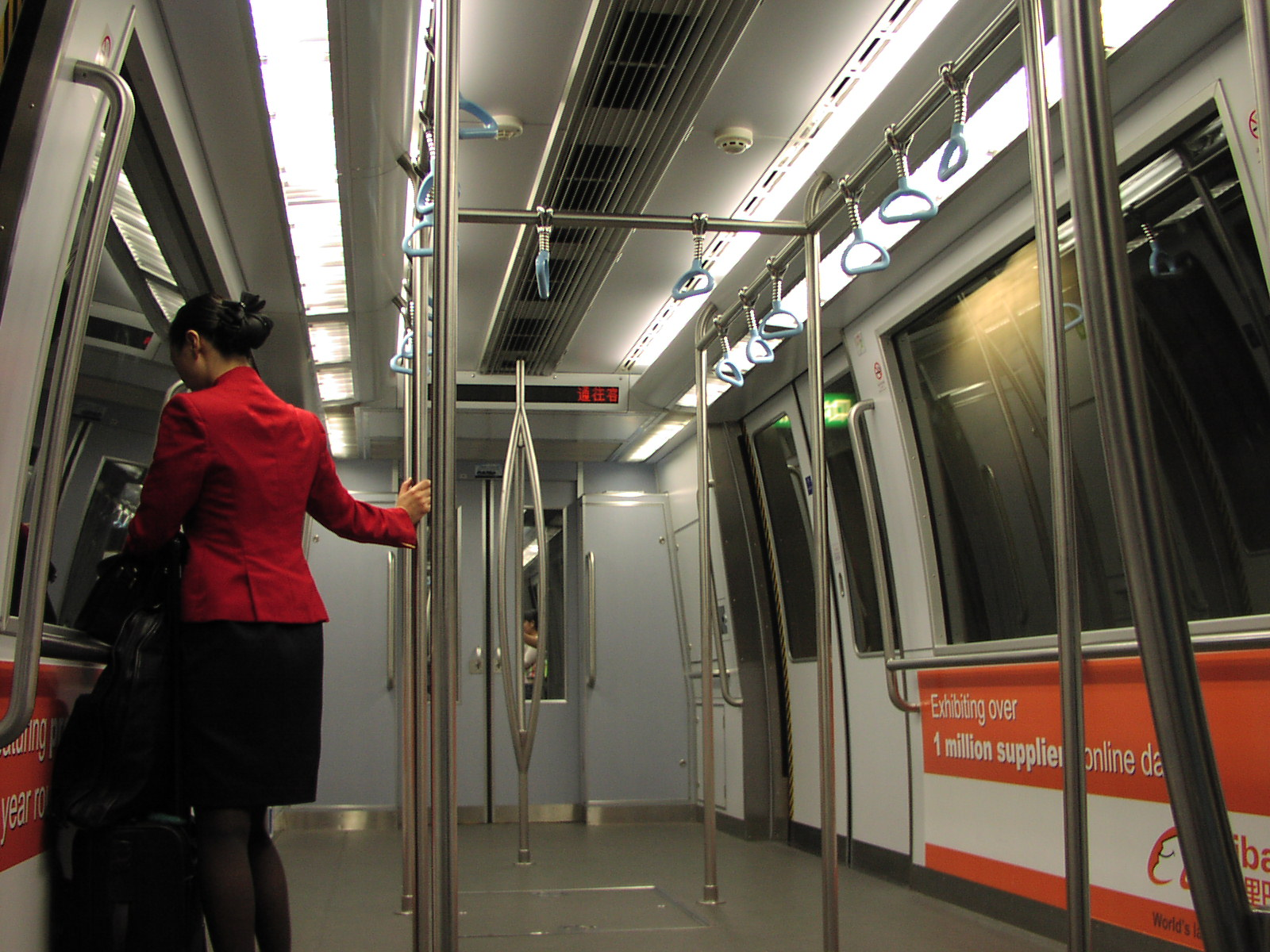
新交通システムの車両内

第一期の車両は三菱重工が製作し、第二期の車両はIHI（旧名：石川島播磨重工業）が製作した。日本の新交通システムに基づいて、ゴムタイヤ駆動を使う。車両はステンレス製車体で三相交流600V集電、最高運行速度は62km/h、地下区間で自動運転を行っている。車両の運行とメンテナンスは香港MTRが担当している。